# Heinrich Bless
Heinrich Bless (* 9. November 1962 in Kędzierzyn, Polen) ist ein ehemaliger deutscher Fußballspieler.

## Karriere
Bless spielte von 1983 bis 1985 mit Fortuna Düsseldorf in der Bundesliga. Er absolvierte drei Spiele. Sein Debüt gab er am 28. Spieltag der Saison 1983/84 beim 0:0-Heimspiel gegen Arminia Bielefeld, als er in der 39. Spielminute von Trainer Willibert Kremer eingewechselt wurde. Sein letztes Bundesligaspiel bestritt er am 3. Spieltag der Saison 1984/85 gegen den 1. FC Kaiserslautern, als er in der 74. Minute für Sven Demandt ausgewechselt wurde. Danach spielte er für den VfB 06 Langenfeld in der Oberliga Nordrhein.
Heinrich Bless ist heute Unternehmer in Langenfeld mit einer Firma für Maschinenzubehör.